# Cichlasoma
Cichlasoma es un género de peces de la familia de los cíclidos. En circunscripciones previas del género, este incluía cíclidos de Norteamérica, América Central y Sudamérica. La reclasificación y subsecuente definición del género por Sven O. Kullander y otros ictiólogos ha determinado que muchas de las especies tradicionalmente incluidas dentro de Cichlasoma actualmente se consideren miembros de otros géneros separados, tales como Amphilophus, Archocentrus, Herichthys, Heros, Nandopsis, Parachromis, Thorichthys, Vieja y varios otros.
Por lo anterior, en su circunscripción actual, el género Cichlasoma comprende solamente algunas especies nativas de América del Sur.

## Especies

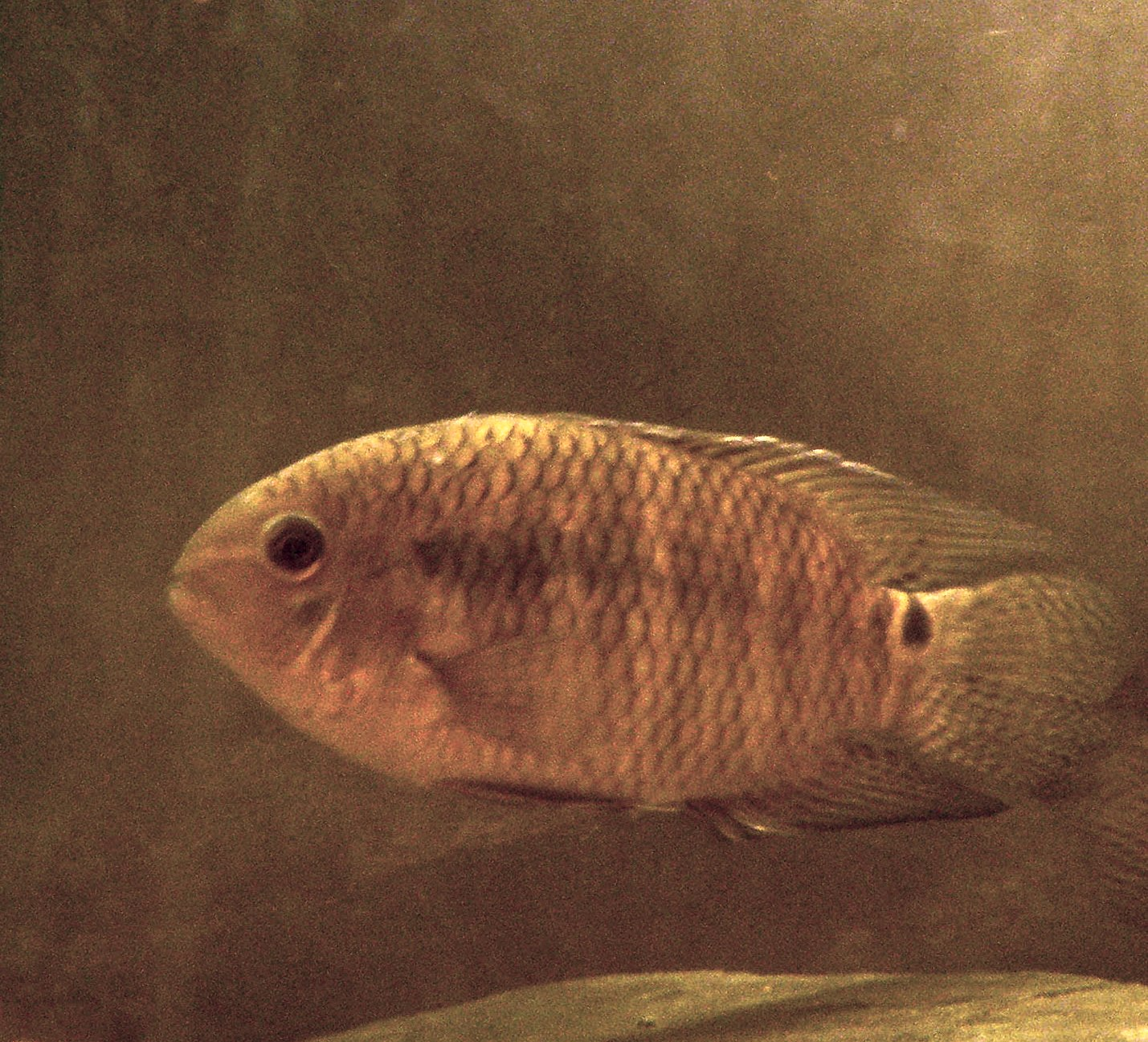
Cichlasoma dimerus.

Las especies asignadas a Cichlasoma sensu stricto son:
- Cichlasoma aguadae
- Cichlasoma alborum
- Cichlasoma amarum
- Cichlasoma amazonarum
- Cichlasoma araguaiense
- Cichlasoma bimaculatum
- Cichlasoma boliviense
- Cichlasoma cienagae
- Cichlasoma conchitae
- Cichlasoma dimerus
- Cichlasoma ericymba
- Cichlasoma geddesi
- Cichlasoma grammodes
- Cichlasoma istlanum
- Cichlasoma mayorum
- Cichlasoma microlepis
- Cichlasoma orientale
- Cichlasoma orinocense
- Cichlasoma paranaense
- Cichlasoma portalegrense
- Cichlasoma pusillum
- Cichlasoma sanctifranciscense
- Cichlasoma taenia
- Cichlasoma tembe
- Cichlasoma festae
- Cichlasoma salvini
- Cichlasoma stenozonum
- Cichlasoma trimaculatum
- Cichlasoma troschelii
- Cichlasoma ufermanni
- Cichlasoma urophthalmus
- Cichlasoma zebra

Las especies previamente designadas como Cichlasoma pero que fueron transferidas a otros géneros:
- Cichlasoma facetus redenominada Australoheros facetus (2006).
- Cichlasoma nigrofasciatum redenominada Amatitlania nigrofasciata (2007).